# MIDEM
Il MIDEM (acronimo di Marché International du Disque et de l'Édition Musicale) è la principale fiera francese dell'industria discografica. Sin dal 1967, anno in cui avvenne la prima edizione, il MIDEM si tiene a Cannes.